# Anonimo veneziano (album)
Anonimo veneziano è un album in studio del compositore italiano Stelvio Cipriani, pubblicato nel 1970. Il disco contiene la colonna sonora del film omonimo.

## Descrizione
L'album venne distribuito dalla CAM in formato LP, a partire dallo stesso 1970, anno in cui venne distribuito nei cinema il film Anonimo veneziano. In seguito venne ristampato numerose volte in LP e musicassetta fino al 1983 dalla CAM e da altre case discografiche a livello internazionale, comprese la Philips, RCA, Hispavox e Signal (sottoetichetta della SAAR).
La prima ristampa in CD è del 1987, per opera della RCA, mentre nel 2014 l'album è stato ristampato in tiratura limitata su vinile rosso dalla Music On Vinyl. Nel 2013 la Digitmovie ne ha inoltre pubblicato una versione "espansa" con 15 tracce aggiuntive, oltre alle 19 già pubblicate in tutte le altre edizioni, comprendenti versioni delle musiche contenute nel film, differenti registrazioni dei medesimi brani e altro materiale precedentemente inedito.
Dall'album venne inoltre estratto l'omonimo singolo, contenente i due brani Anonimo veneziano e Tempo al tempo, distribuito in varie edizioni dalla CAM in Italia e da altre etichette in vari paesi del mondo.
Tutti i brani della colonna sonora sono composti da Stelvio Cipriani, eccetto la composizione diretta dal protagonista in chiusura, che nel film viene chiamata Concerto in Do minore per oboe, archi e basso continuo di Benedetto Marcello. Si tratta in realtà del Concerto in Re minore per oboe, archi e basso continuo di Alessandro Marcello, fratello più vecchio ma meno famoso di Benedetto (il quale tuttavia fece una trascrizione di tale concerto, come pure ne fece una – per clavicembalo – Johann Sebastian Bach). In particolare, si tratta del secondo di tre movimenti: l'Adagio. Divenuto celebre anche grazie a questo film, è qui trascritto e diretto da Giorgio Gaslini.
Nella stessa edizione dei David di Donatello in cui la Bolkan fu premiata quale miglior attrice protagonista per Anonimo veneziano (e Salerno ottenne un David "speciale"), ricevettero un David anche i protagonisti di Love Story, peraltro non ancora uscito in Italia alla data della premiazione: Ali MacGraw quale migliore attrice straniera e Ryan O'Neal come attore straniero. La concorrenza fra i due film (che uscirono quasi contemporaneamente e avevano in comune il target e il tema di Eros e Thanatos) si estende anche alle colonne sonore: Stelvio Cipriani subì una denuncia per plagio perché le battute iniziali del tema musicale erano molto simili a quelle di Love Story, di Francis Lai.

## Tracce
LP 1970
1. Anonimo veneziano – 1:56 (musica: Stelvio Cipriani)
2. ...Tempo al tempo... – 1:12 (musica: Stelvio Cipriani)
3. Maquillage – 1:13 (musica: Stelvio Cipriani)
4. Laguna incantata – 2:41 (musica: Stelvio Cipriani)
5. Noi, un tempo fa – 1:17 (musica: Stelvio Cipriani)
6. Spruzzi d'acqua – 1:28 (musica: Stelvio Cipriani)
7. Fine di una storia – 1:34 (musica: Stelvio Cipriani)
8. Amore con pietà – 2:08 (musica: Stelvio Cipriani)
9. Ricordi intorno a noi – 2:20 (musica: Stelvio Cipriani)
10. Dignità – 2:20 (musica: Stelvio Cipriani)
11. Un tempo bello – 1:39 (musica: Stelvio Cipriani)
12. Adagio dal Concerto per oboe e orchestra d'archi in Do minore – 4:59 (musica: Alessandro Marcello, trascrizione di Giorgio Gaslini)
13. Incontro d'autunno – 1:14 (musica: Stelvio Cipriani)
14. Come una volta – 2:38 (musica: Stelvio Cipriani)
15. Pensieri dal passato – 1:19 (musica: Stelvio Cipriani)
16. Vicino a te – 1:06 (musica: Stelvio Cipriani)
17. Broccati veneziani – 2:48 (musica: Stelvio Cipriani)
18. Un giorno insieme – 1:02 (musica: Stelvio Cipriani)
19. Vento caldo – 1:42 (musica: Stelvio Cipriani)

Durata totale: 36:36
CD 2013
1. Anonimo veneziano – 1:56 (musica: Stelvio Cipriani)
2. ...Tempo al tempo... – 1:12 (musica: Stelvio Cipriani)
3. Maquillage – 1:13 (musica: Stelvio Cipriani)
4. Laguna incantata – 2:41 (musica: Stelvio Cipriani)
5. Noi, un tempo fa – 1:17 (musica: Stelvio Cipriani)
6. Spruzzi d'acqua – 1:28 (musica: Stelvio Cipriani)
7. Fine di una storia – 1:34 (musica: Stelvio Cipriani)
8. Amore con pietà – 2:08 (musica: Stelvio Cipriani)
9. Ricordi intorno a noi – 2:20 (musica: Stelvio Cipriani)
10. Dignità – 2:20 (musica: Stelvio Cipriani)
11. Un tempo bello – 1:39 (musica: Stelvio Cipriani)
12. Adagio dal Concerto per oboe e orchestra d'archi in Do minore – 4:59 (musica: Alessandro Marcello, trascrizione di Giorgio Gaslini)
13. Incontro d'autunno – 1:14 (musica: Stelvio Cipriani)
14. Come una volta – 2:38 (musica: Stelvio Cipriani)
15. Pensieri dal passato – 1:19 (musica: Stelvio Cipriani)
16. Vicino a te – 1:06 (musica: Stelvio Cipriani)
17. Broccati veneziani – 2:48 (musica: Stelvio Cipriani)
18. Un giorno insieme – 1:02 (musica: Stelvio Cipriani)
19. Vento caldo – 1:42 (musica: Stelvio Cipriani)
20. Anonimo veneziano (titoli alternativi) – 1:56 (musica: Stelvio Cipriani)
21. Un tempo bello – 1:08 (musica: Stelvio Cipriani)
22. Noi, un tempo fa – 1:14 (musica: Stelvio Cipriani)
23. Vento caldo – 1:46 (musica: Stelvio Cipriani)
24. Un giorno insieme – 1:43 (musica: Stelvio Cipriani)
25. Anonimo veneziano – 1:44 (musica: Stelvio Cipriani)
26. Amore con pietà – 1:52 (musica: Stelvio Cipriani)
27. Anonimo veneziano – 1:33 (musica: Stelvio Cipriani)
28. Fine di una storia – 3:00 (musica: Stelvio Cipriani)
29. Broccati veneziani – 2:47 (musica: Stelvio Cipriani)
30. Fine di una storia – 2:07 (musica: Stelvio Cipriani)
31. Vicino a te – 1:01 (musica: Stelvio Cipriani)
32. Anonimo veneziano (concert version) – 5:55 (musica: Stelvio Cipriani)
33. Anonimo veneziano (Stelvio Cipriani's version - piano e tastiera) – 5:48 (musica: Stelvio Cipriani)
34. Anonimo veneziano (messaggio di Stelvio Cipriani) – 0:54 (musica: Stelvio Cipriani)

Durata totale: 71:04

## Crediti
- Stelvio Cipriani - arrangiamenti, direzione d'orchestra
- Giorgio Gaslini - direzione d'orchestra (traccia 12)
- Gastone Chiarini - oboe (traccia 12)
- Aurelio Rossitto - tecnico del suono
- Giovanni Fornari - tecnico del suono
- Giuseppe Giacchi - produzione discografica